# 李仲僎
李仲僎（15世紀—16世紀），字仕賢，號靜齋，右軍都督府廣西都司桂林右衛籍，北直隸真定府晉州饒陽縣人，明朝政治人物。

## 生平
李仲僎是嘉靖十年（1531年）的舉人，十八年（1539年）授豐城教諭，二十四年（1545年）陞景陵知縣，重修縣南衛所城池，又整修儒學、敬一亭和石欄杆，得撫按嘉奬，人民立去思碑紀念，二十七年（1548年）改官辰州通判，調汀州同知，官至戶部員外郎，有《循良彙編》十二卷流傳，死後葬於城南平山村。

## 引用
1. 1 2  道光《天門縣志·卷十八·秩官》：官師……明 知縣……李仲僎 直隸饒陽人，桂林籍，舉人，修敬一亭、石闌，累遷戶部員外郎，有去思碑
2. ↑  同治《廣西通志·卷六十八·選舉八》：桂林府…… （嘉靖）十年辛卯（舉人）……李仲僎 永寧人
3. ↑  同治《豐城縣志·卷七·職官志》：明……教諭……李仲僎 字仕賢，饒陽人，舉人，嘉靖十八年任，厯陞戶部員外郎
4. ↑  道光《天門縣志·卷七·建置考》：城池……邑北舊有古城，為衛所……嘉靖癸卯李仲僎繼修南城……
5. ↑  道光《天門縣志·卷二十·循良》：李仲僎，北直饒陽舉人，嘉靖二十四年知縣，撫按薦奬，修儒學、敬一亭、石欄杆，後遷辰州府通判，累遷戶部員外，邑有去思碑。
6. ↑  乾隆《辰州府志·卷二十一·秩官表第三》：通判……李仲僎 字靜齋，桂林衛人，舉人，（嘉靖）二十七年任
7. ↑  同治《汀州府志·卷十六·職官一》：明……同知……李仲僎 桂林右衛人
8. ↑  同治《廣西通志·卷二百五·藝文略上一》：《循良彙編》 明李仲僎 天一閣書目十二卷，存
9. ↑  同治《廣西通志·卷二百三十八·勝蹟略九》：桂林府 臨桂縣……戶部員外郎李仲僎墓，在城南十五里平山村 金志